# Novyje Čerjomuški (stanice metra v Moskvě)

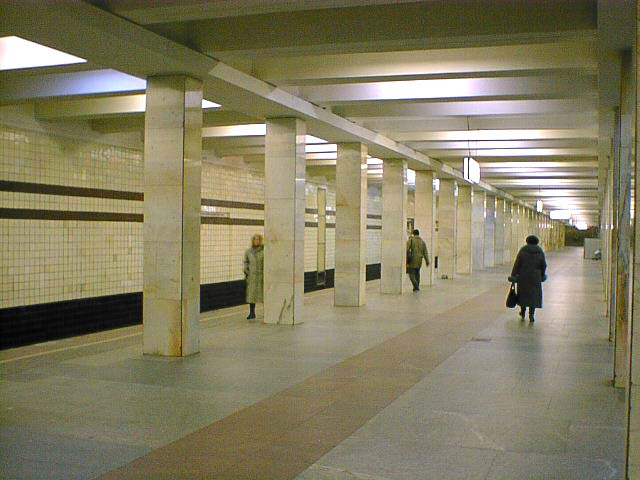
Stanice Novyje Čerjomuški

Novyje Čerjomuški (rusky Новые Черемушки) je stanice moskevského metra na Kalužsko-Rižské lince, v její jižní části. Svůj název nese podle stejnojmenné čtvrti a rajónu.

## Charakter stanice
Novyje Čerjomuški je podzemní, hloubená stanice, založená 7 m hluboko pod úrovní povrchu. Je konstruována jako ostatní podobného typu, podle unifikovaného projektu. Má ostrovní nástupiště, to podpírají dvě řady bílým mramorem obložených sloupů; stěny za nástupištěm pak obkládá bílá dlažba.
Stanice byla otevřena 13. října 1962, jako součást prvního úseku Kalužské linky (která po spojení s Rižskou v severní části města vytvořila dnešní šestou linku Moskevského metra). Dva roky sloužila jako konečná (jižním směrem za stanicí se nacházejí koleje, umožňující obracení vlaků), dokud nebyl otevřen navazující úsek vedený směrem na jih.
Stanice má dva výstupy, jimiž denně projde okolo 52 800 cestujících, což Novyje Čerjomuški staví mezi středně vytížené stanice.